# Alvis Saladin
Alvis Saladin (FV601) var en sexhjulig pansarbil konstruerad av Alvis och använd av Brittiska armén. Den ersatte AEC som användes under andra världskriget.

## Användare
- Storbritannien
- Indonesien
- Jordanien
- Bundespolizei
- Jemen
- Libanon
- Sri Lanka